# Nepřemožitelný
Nepřemožitelný (polsky Niezwyciężony) je space opera známého polského spisovatele žánru sci-fi Stanisława Lema vydaná v roce 1964. Původně vyšla jako novela ve sbírce Niezwyciężony i inne opowiadania.
Česky vyšla kniha v letech 1976, 1994 a 2005.
Těmto vydáním předcházela edice ve slovenštině v roce 1966.

## Námět
Hvězdolet Nepřemožitelný je vyslán na planetu Regis III, aby zde pátral po ztracené sesterské lodi Kondor. Nalezne ji po několika dnech pátrání. Systémy lodě jsou nepoškozené, avšak posádka je mrtvá. Zahynula za podivných okolností, vypadá to, že hladem a žízní, přičemž na palubě jsou dostatečné zásoby. Během pitvy jednoho člena posádky vyjde najevo, že má vymazanou paměť...

## Obsah

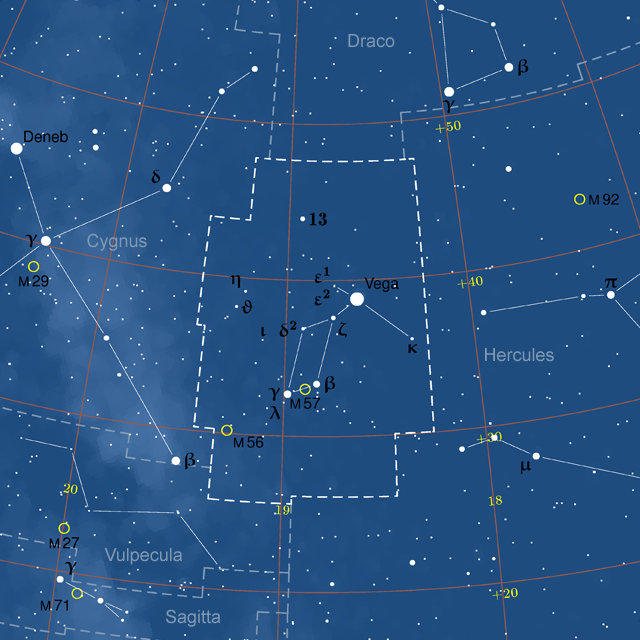
Souhvězdí Lyry.

- Černý déšť
- Uprostřed ruin
- Kondor
- První
- Laudova hypotéza
- Rohanova skupina
- Porážka
- Dlouhá noc
- Rozhovor
- Nepřemožitelný

## Děj
Hvězdolet druhé třídy s fotonovým pohonem Nepřemožitelný s 83 členy posádky pod velením astrogátora Horpacha má za úkol pátrat po ztracené sesterské lodi Kondor, která se ztratila na planetě Regis III v soustavě Lyry. Po přistání na poušti rozdělí velitel úkoly. Za přísných bezpečnostních podmínek prozkoumává expedice z lodi okolí a blízký oceán. Zjistí překvapující informace, na souši se nevyskytuje jediná forma života, žádná fauna ani flóra, nic. V oceánu život je, astronautům se podaří za pomocí techniky odchytit místní rybu. Příliš se neliší od pozemských forem, kromě jedné zvláštnosti – disponuje orgánem citlivým na změnu intenzity magnetického pole.
Satelit z nízké oběžné dráhy odhalí geometricky pravidelný útvar. Tato pravidelnost vylučuje možnost geologického původu. Astrogátor vydává rozkaz k přesunu. Vědecký tým z Nepřemožitelného se vydává na průzkum. Stále platí nejvyšší třetí stupeň ochrany – což znamená ochranné silové pole nad konvojem a připravené zbraně k palbě. Geometrický útvar je spletencem zvláštních staveb a konstrukcí, džunglí kabelů. Vědci neregistrují žádnou aktivitu, tepelnou, elektrickou ani radioaktivní. Zdá se, že jde o ruiny.
Mezitím jiná skupina nalezne Kondora, 300 kilometrů od podivného města. Celá posádka je mrtvá, uvnitř lodi je spoušť, vše je poničené a rozbité. Systémy lodi však nevykazují poruchu. Výzkumníci nemohou přijít na příčinu smrti lidí z Kondora. Nejsou na nich patrné žádné známky násilí, přesto se zdá, že zemřeli náhle. Palubní doktor vyloučí možnost hromadné otravy. Po pitvě jednoho mrtvého člena posádky vyjde najevo šokující zjištění – astronaut má kompletně vymazanou paměť. Průzkumy okolí pokračují. Při jednom geologickém průzkumu jeskyní nalezne Kertelen záhadný starý automat. O chvíli později přijde o svou paměť. Ztratí nejen vědomí své totožnosti, ale i řeč a schopnost číst a psát. Z jeho osobnosti nezůstalo nic kromě nejprimitivnějších reflexů a nyní pouze vegetuje. Astrogátor Horpach se shodne s neurofyziologem Saxem, že Kertelenovu amnézii mohlo způsobit pouze velmi silné magnetické pole.
Technici přesunou z Kondora na Nepřemožitelného veškeré použitelné stroje a vybavení. Kolona pod vedením Regnara zkoumá ruiny v mělkém kráteru. Znenadání se začíná vytrácet signál a zanedlouho je spojení s mateřskou lodí přerušeno úplně. Žádný z techniků ani fyziků to nedokáže zdůvodnit. Vypadá to, jakoby někde v poušti vyrostla kovová stěna bránící všem pokusům o kontakt. Na průzkum jsou vyslány 2 diskovité letouny LT 4 a LT 8. Jeden letí několik set metrů nad pouští a druhý slouží jako televizní retranslátor ve výšce 4 km. Objeví se překážka, tmavý mrak a pohltí LT 4. Se strojem je přerušeno spojení. LT 8 mrak sonduje radarovým paprskem a zjistí, že je tvořen miliony kovových mušek. Dostane povolení proti černému oblaku použít lasery. Mrak se brání a zničí i LT 8, přestože letoun použije i nejsilnější zbraň na palubě, paprsek antiprotonů. Další záchranné mise se účastní Rohan, zástupce velitele Horpacha. S konvertoplánem přistanou u strojů Regnarovy expedice a naleznou 18 lidí s vymazanou pamětí. Čtyři lidé scházejí, mezi nimi i samotný Regnar.
Doktor Lauda, biolog, přednese veliteli svou hypotézu. Jsou známa určitá fakta. Na planetě existuje život pouze v oceáně, na souši vymřel nebo byl vyhuben, našly se po něm stopy. Dále se ví, že soustavu Lyry obývala kdysi vyspělá civilizace technického typu. Jejich slunce se změnilo v novu a Lyřané byli nuceni opustit svou planetu. Doktor Lauda uvádí tezi, že na planetě Regis III mohlo přistát kosmické plavidlo Lyřanů, přičemž oni samotní v důsledku nějaké havárie (např. výbuch reaktoru či cokoli jiného) přistání nepřežili. Zůstaly pouze specializované automaty schopné snášet nejtvrdší podmínky. Ty se postupně osamostatnily a bránily se útokům místní dravé fauny. Přizpůsobily se prostředí, produkovaly další stroje a postupně zlikvidovaly veškerou faunu a flóru na souši. Začala evoluce mechanismů. Musely si zajistit zdroje energie a materiálu, rozvinula se forma hornictví a dobývání kovových rud, jichž je na Regis III dostatek. Naopak se zde nevyskytují vůbec radioaktivní prvky, čímž mohlo dojít k energetické krizi, což zase mohlo vést k válce mezi různými formami mechanismů. Boj o existenci zřejmě nepřežily energeticky náročné stroje, naopak uspěly ty, které byly miniaturizované a energeticky efektivní. To by vysvětlovalo ony velmi malé černé mušky, které jsou schopny se v případě ohrožení shlukovat v obrovský mrak. Tento pseudohmyz mohl přemoci nepohyblivé systémy, jejichž ruiny nyní stojí v poušti částečně zasypané pískem. A to nejdůležitější – pravděpodobně reaguje na elektrické pole, které je vytvářeno i myšlenkovými pochody v mozku. Je zjevné, že boj proti takové formě inteligence bude velmi těžký, neboť disponuje neobyčejnou všestranností a miliony let pilovanou dokonalostí v ničení.
Velitel lodi si hypotézu vyslechne, v podstatě s ní souhlasí většina odborníků na palubě. Horpach však potřebuje jistotu. Chce vzorky létajících mechanických mušek. Mezitím je část Rohanovy skupiny v soutěsce napadena mrakem mušek a jediný, kdo přežije, je Rohan. Podaří se mu získat i několik vzorků. Jeho přežití se stane předmětem pátrání. Jak je možné, že robotický hmyz útočil na všechny ostatní členy a vymazal jim paměť, zatímco Rohan napadení unikl? Nakonec se jako nejpravděpodobnější zdá teorie, že Rohan upadl v době útoku do zvláštního stavu strnulosti, při němž byla potlačena aktivita mozku a to jej zachránilo. Mechanický hmyz je podroben testům, z nichž vědci vypozorují určité vzorce reakcí. Žádají po Horpachovi další vzorky, ten souhlasí, ale už nemíní riskovat zdraví lidí. Rozkazuje vyslat Kyklopa, osmdesátitunové samohybné vozidlo/vznášedlo schopné pracovat autonomně a vybavené nejtěžšími zbraněmi i nejsilnějšími obrannými prvky. Kyklop se pokouší vyprostit ze soutěsky dva uvízlé stroje a je napaden mrakem. Přestože mu svou antihmotou způsobuje ničivé škody, mrak je stále doplňován novými mechanickými muškami. Nakonec se mrak stáhne a Kyklop se vrací zpět k lodi. Nereaguje na povely, jeho řídící systém byl zřejmě nějakým způsobem přeprogramován či poškozen. Představuje nyní smrtelné nebezpečí a musí být zlikvidován.
Horpach si bere Rohana k sobě do kajuty. Je na něm vidět únava a rozrušení. Konzultuje s Rohanem situaci. Zástupce velitele se nabídne, že se sám vydá hledat do rokle zbývající čtyři členy Regnarovy skupiny. Přestože jsou všichni pod velkým psychickým vypětím a přejí si odlet, nebylo by správné nepokusit se o jejich záchranu. Každý astronaut má právo na přesvědčení, že ho ostatní neopustí za žádných okolností.
Rohanovi má pomoci kovová síťka na hlavě, která bude tlumit elektrické vlny. Zároveň s jeho vozidlem budou vypravena dvě další k odvedení pozornosti. Plán se relativně vydaří a Rohan se dostane k rokli, i když musí jít kus pěšky. V rokli objeví těla tří mrtvých astronautů. Vezme si jeden kyslíkový přístroj a zbraň a poté těla provizorně pohřbí. Poté se ze stěn soutěsky vyrojí mušky a shluknou se do černého mraku. Rohan není vyděšen, příliš se svým návratem nepočítá. Mrak okopíruje dno rokle a Rohan v něm rozezná i svou vlastní siluetu. Ohromeně přihlíží. Uvědomí si, že tato pustá krajina je určena pouze pro tyto neživé formy existence a člověk by je měl ponechat svému osudu.

Vyhledá vozidlo, které jej na pokraji vyčerpání dopraví zpět k hvězdoletu.

## Česká a slovenská vydání
- (slovensky) Nepremožiteľný – nakladatelství Smena, 1966 (edice Dobrodružné romány č. 116), náklad 25 000
- (česky) Nepřemožitelný – nakladatelství Mladá fronta, 1976 (edice Kapka č. 143), překlad Pavel Weigel, autor obálky Karel Vaci, brožovaná, počet stran 183, náklad 30 000.
- (česky) Nepřemožitelný – nakladatelství Knižní klub, 1994, ISBN 80-85634-92-9, překlad Pavel Weigel, autor obálky Michal Houba, vázaná, počet stran 144.
- (česky) Nepřemožitelný – nakladatelství Laser-books, 2005 (edice Mistrovská díla science fiction č. 6, edice Podíl č. 14), ISBN 80-7193-190-X, překlad Pavel Weigel, autor obálky Jan Patrik Krásný, brožovaná, počet stran 183.[2]

## Videohra
Na námět Nepřemožitelného vytvořilo polské videoherní studio Starward Industries videohru The Invincible, vydanou v listopadu 2023. Hra popisuje osud posádky Vážky, hvězdoletu Společenství, která se vydává prozkoumat Regis III před příletem nepřátelského Nepřemožitelného.